# Micrapate puberula
Micrapate puberula är en skalbaggsart som beskrevs av Pierre Lesne 1906. Micrapate puberula ingår i släktet Micrapate och familjen kapuschongbaggar. Inga underarter finns listade i Catalogue of Life.